# أناذر سنتوريز إبسود: آر
أناذر سنتوريز إبسود: آر (بالإنجليزية: Another Century's Episode: R)، هي لعبة فيديو يابانيةمن تطوير ستوديو فروم سوفت وير وبانبريستو، ونشرها بانداي نامكو إنترتينمنت، صدرت اللعبة في الأسواق اليابانية سنة 2010، وتعمل حصراً لمنصة بلاي ستيشن 3.